# یانگ د جاینت
یانگ د جاینت (به انگلیسی: Young the Giant) یک گروه ایندی راک آمریکایی است که در سال ۲۰۰۴ در ارواین، کالیفرنیا تشکیل شد. این گروه که در ابتدا د جیکس (به انگلیسی: The Jakes) نام داشت در سال ۲۰۰۹ توسط رودرانر ریکوردز ثبت شد و اولین آلبوم خود را در سال ۲۰۱۰ روانه بازار کرد. دو تک‌آهنگ "مای بادی" و "کاف سیراپ" جزو پنج آهنگ برتر ترانه‌های آلترنتیو آمریکا شدند.

## تاریخچه گروه

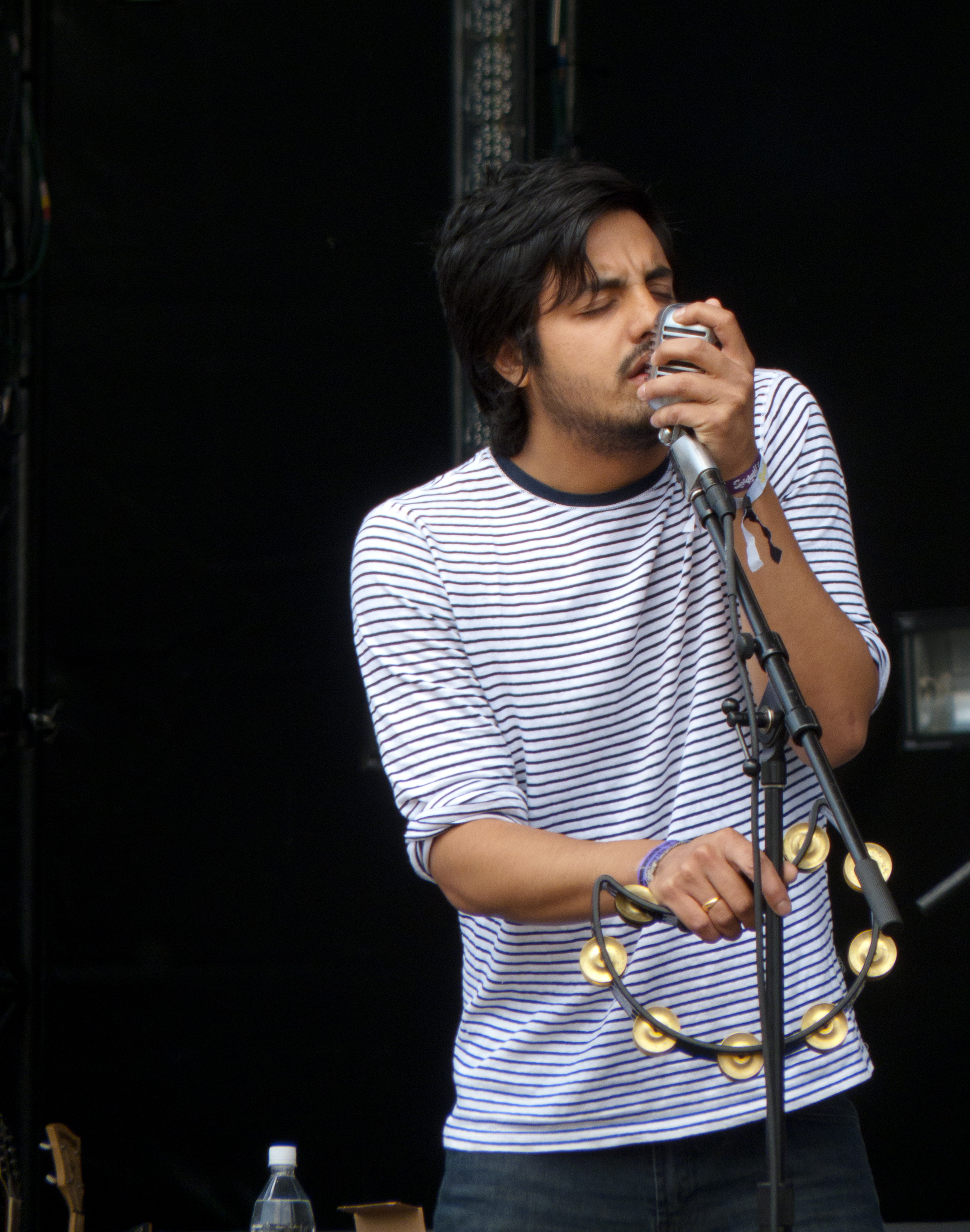
Young the Giant در جشنواره موسیقی ساسکواچ 2011

### تاسیس گروه: 2004–2009
د جیکس در سال ۲۰۰۴ در ارواین، کالیفرنیا تشکیل شد. نام گروه برگرفته از حروف ابتدایی نام اعضای گروه بود که شامل یاکوب تیلی، آدام فارمر، کوین مسعودی، احسان هاشمیان، و سمیر گادیا می‌شد. بعد از چندین تغییر، ترکیب گروه در سال ۲۰۰۸ شامل گادیا، تیلی، هاشمیان، اریک کاناتا، فرانسویس کومتویس و جیسون برگر بود. دو تن از اعضای گروه هم چنان در مقطع دبیرستان و مابقی اعضا در دانشگاه مشغول به تحصیل بودند. د جیکس آلبوم چند آهنگه‌ای به نام "شیک مای هند" توسط یان کیرکپاتریک تولید کرده و تصمیم گرفتند تحصیلات اشان را مدتی به خاطر تولید موسیقی به تعویق بیندازند. برگر برای ادامه تحصیل گروه را ترک کرد و مدتی بعد پیام دوستزاده به گروه اضافه شد. در سال ۲۰۰۹ گروه چهار برنامه در فستیوال جنوب از طریق جنوب غربی اجرا کرد. آهنگ "تگزاز تی" در یکی از قسمت‌های سریال "دنیای واقعی: بروکلین" پخش شد و آهنگ کاف سیراپ در رادیو لوس آنجلس به اجرا گذاشته شد. مدتی بعد احسان هاشمیان گروه را ترک کرد. در دسامبر همان سال، گروه به یانگ د جاینت تغییر نام داد.

### یانگ د جاینت: ۲۰۱۰ تاکنون
یانگ د جاینت سال ۲۰۱۰ را به تور با گروه‌های "ماینس د بیر" و "استیل ترین" گذراندند. هم زمان بر روی اولین آلبوم خود هم کار کردند و در ۲۶ اکتبر توسط رودرانر ریکوردز آلبوم یانگ د جاینت را منتشر کردند که در سایت آمازون. کام سومین آلبوم برتر راک سال ۲۰۱۰ شد.

اولین تک‌آهنگ گروه "مای بادی" در ژانویه ۲۰۱۱ در رادیو آمریکا پخش شد و در جدول بیلبورد ترانه‌های آلترنتیو به رتبه پنجم رسید. در ماه می گروه در فستیوال‌های مختلف در آمریکا و انگلیس از جمله ساسکواچ شرکت کرد. در ژوئن نماهنگی که برای دومین تک‌آهنگ گروه، "کاف سیراپ"، ساخته شده بود عرضه شد.

## اعضای گروه یانگ د جاینت
اعضای فعلی
- سمیر گادیا
- یاکوب تیلی
- اریک کاناتا
- پیام دوستزاده
- فرانسویس کومتویس

اعضای سابق
- احسان هاشمیان
- جیسون برگر
- سین فیچر

## آلبوم‌های استودیویی
یانگ د جاینت (۲۰۱۰)

## تک‌آهنگ‌ها
- مای بادی (۲۰۱۱)
- کاف سیراپ (۲۰۱۱)
- اپارتمنت (۲۰۱۲)